# Chrysler Pacifica (concept de 1999)
Cet article concerne le concept car. Pour le crossover de taille moyenne, voir Chrysler Pacifica (crossover). Pour le monospace, voir Chrysler Pacifica (monospace). Pour un aperçu complet de tous les modèles de Pacifica, voir Chrysler Pacifica.
La Chrysler Pacifica était un concept de monospace de luxe créé par DaimlerChrysler sous la marque Chrysler en 1999. Le Pacifica a été construit en commémoration du 15e anniversaire des monospaces Chrysler et était destiné à être une variante plus haut de gamme que le Town & Country, avec un carénage avant inspiré de la LHS et un toit surélevé, qui comprenait un toit ouvrant et des bacs de rangement suspendus. Il pouvait accueillir jusqu'à six personnes, avec deux sièges de capitaines à l'avant et à l'arrière et des sièges d'appoint rabattables sur chacune des rangées de sièges arrière. Les sièges de 2e rangée comprenaient des repose-pieds électriques. Le concept avait également un support de sac de golf dans un espace du coffre qui pouvait contenir jusqu'à quatre sacs de golf.
Le nom a finalement été appliqué à un crossover, lui-même inspiré du concept Chrysler Citadel, qui a été produit de 2003 à 2008 et le nom est actuellement utilisé pour remplacer le monospace Town & Country.